# Trynsko żdreło
Trynsko żdreło, Łomniszko żdreło (bułg. Трънското ждрело, Ломнишко ждрело) – wąwóz rzeki Erma w zachodniej Bułgarii, w najbardziej wysuniętym na wschód części góry Ruj. Długość wąwozu wynosi 2,8 km. Jeden ze 100 obiektów turystycznych Bułgarii.

## Opis
Wąwóz zaczyna się na wysokości 677 m n.p.m. na północny wschód od miejscowości Łomnica. Po około 300 metrach osiąga swą najwęższą część, szerokość której wynosi 5 m. Dalej wąwóz ponownie trochę się poszerza i kończy się nieopodal wioski Bogojna, na wysokości 630 m n.p.m. Wąwóz wycięty jest w wapiennych skałach, powstałych około 200 milionów lat temu w basenie morskim o złożonej i różnorodnej strukturze. Rzeka Erma przepływając przez wąwóz tworzy małe wodospady.

## Legenda
Miejscowa legenda związana z tym miejscem opisuje niemożliwą miłość między dwójką zakochanych, bogata dziewczyna i biedny chłopiec. Matczyna klątwa spowodowała, że zamienili się w dwa głazy, po oddzielnych stronach brzegu rzeki, tak że są zawsze blisko siebie, ale nigdy razem, a wody rzeki były zasilane łzami obu rozdzielonych.

## Turystyka
Do wąwozu prowadzą liczne łatwo dostępne szlaki turystyczne, które są dobrze opisane.